# National Defense Service Medal
National Defense Service Medal (förkortning: NDSM) är en tjänstgöringsmedalj för USA:s väpnade styrkor. 
Medaljen skapades av USA:s president Dwight D. Eisenhower den 22 april 1953 genom utfärdandet av exekutivorder 10448. Syftet var att skapa en medalj för alla de som tjänstgjort under krig, väpnad konflikt, eller nationellt nödläge, utan några specifika krav annat än hedervärd tjänstgöring och oavsett var någonstans, under tidsperioder som fastställs av USA:s försvarsminister.

## Perioder
Medaljen har delats ut under fyra tidsspann, som på ett ungefär motsvarar Koreakriget (1950-1954), Vietnamkriget (1961-1974), Gulfkriget (1990-1995) samt Kriget mot terrorismen (2001-2022).
| Era                     | Från              | Till             |
| ----------------------- | ----------------- | ---------------- |
| Korean War              | 27 juni 1950      | 27 juli 1954     |
| Vietnam War             | 1 januari 1961    | 14 augusti 1974  |
| Persian Gulf War        | 2 augusti 1990    | 30 november 1995 |
| Global War on Terrorism | 11 september 2001 | 30 december 2022 |

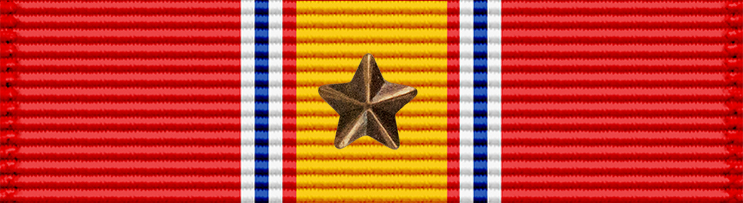
Släpspänne med en service star.

Personer som har tjänstgjort under flera perioder bär, istället för ytterligare en medalj och släpspänne, på både medaljen och släpspännet en liten monterad bronsstjärna (service star). En bronsstjärna motsvarar tjänstgöring under två perioder, två bronsstjärnor under tre perioder och så vidare.
Då NDSM har på rutin tilldelats amerikansk militärer under en tidsperiod av 43 år, med lågt rekvisit, har den miljontals mottagare och är den mest utdelade militära medaljen någonsin i USA:s historia.